# Теледа, Гимсон
Гимсон Теледа (англ. Himson Teleda; 28 августа 1992) — соломонский футболист, полузащитник. Выступал в сборной Соломоновых Островов.

## Карьера

### Клубная
Гимсон с 2011 года по 2014 год выступал за «Уэстерн Юнайтед».

### Международная
Теледа в 2011 года играл за сборные Соломоновых Островов до 20 и до 23 лет. Первый вызов в сборную футболист получил, когда были объявлены составы на Кубок наций ОФК 2012. Дебют Гимсона в основной сборной состоялся 4 июня 2012 в игре против Фиджи. На тот момент игроку было 19 лет 10 месяцев и 23 дня. Тогда матч закончился со счётом 0:0. Первый свой гол за сборную Гимсон забил 10 июня 2012 года на 47-й минуте матча за 3-е место Кубка наций ОФК 2012 против Новой Зеландии. Однако, Соломоновы Острова проиграли со счётом 3:4.